# Elsa Winokurow
Elsa Winokurow (geboren 20. April 1883 in Moskau als Elsa Rammelmeyer; gestorben 18. März 1983 in Hannover) war eine russisch-deutsche Ärztin.

## Leben
Elsa Rammelmeyer wurde als Kind deutscher Eltern in Moskau geboren. Ihr Vater, Carl Rammelmeyer (1853–1935), stammte aus einer wohlhabenden Gastwirtsfamilie in Kuppenheim bei Baden-Baden. Er hatte Kommerzwissenschaften studiert und arbeitete nach dem Studium in einem Tabakgeschäft in Offenbach am Main, wo er seine spätere Frau, Elise Waller (1856–1945), kennenlernte. Beide wanderten 1871/72 nach Russland aus und stiegen in ein Tabakunternehmen in Sankt Petersburg ein. Einige Zeit nach der Heirat 1877 zogen die Eltern nach Moskau, wo Elsa 1883 als erste Tochter geboren wurde.
Sie besuchte die deutsch-russische Petri-Pauli-Schule, eine zur lutherischen Kirche gehörende Mädchen-Bildungsanstalt. Bald nach dem Abitur 1899 heiratete sie im Alter von 18 Jahren gegen den Willen ihrer Eltern 1901 ihren Jugendfreund Dmitri Winokurow. Da sie Medizin studieren wollte, das aber für Frauen in Moskau nicht möglich war, schrieb sie sich 1901 an der Frauenhochschule in Moskau ein, um Naturwissenschaften zu studieren und sich so auf ein Medizinstudium vorzubereiten. 1903 begann sie dann an der Universität Zürich, die bereits 1840  Frauen zum Studium zugelassen hatte, Medizin zu studieren. Da sie in Zürich ins fünfte Semester eingruppiert wurde, konnte sie ihr Studium zügig beenden. Allerdings musste sie dafür nach Berlin wechseln, da sie in Zürich keine Erlaubnis für die praktische klinische Ausbildung erhalten hatte. Dort an der Charité schloss sie 1906 in ihr Studium ab. Die Möglichkeit zur Promotion bot ihr die Universität Bonn, an der sie 1908 über „Einige seltenere Geschwülste bei Tieren“ 1908 promovierte.
Nach Moskau zurückgekehrt arbeitete sie bis 1914 am Basmanny-Krankenhaus und parallel ab 1909 in einem wissenschaftlichen Institut, wahrscheinlich am Bakteriologischen Institut in Moskau. Im Auftrag eines evangelischen Krankenhauses konnte sie auf einem Kongress in Stockholm sowohl Vorträge über den Einsatz von Radium in der Medizin halten als auch Radium für das Krankenhaus erwerben. 1914 richtete sie in einer Moskauer Schule ein Lazarett für Schwerkriegsverletzte ein, das sie bis zum Ende des  Ersten Weltkriegs leitete. Als das Lazarett aufgelöst und in ein Krankenhaus umgewandelt wurde, forschte sie in der Folgezeit an einem wissenschaftlichen Institut.
Der Beginn des Ersten Weltkriegs, die 1915 beginnenden Pogrome gegen Deutsche in Russland, in deren Zuge ihre Eltern ausgewiesen wurden und nach Deutschland zurückkehrten, und die sich verschlechternde Versorgungslage bewogen Elsa 1921 mit ihrer an Typhus erkrankten Tochter zur Auswanderung. Um das Land verlassen zu können, musste sie sich von ihrem Mann scheiden lassen.
In Deutschland als Ärztin Fuß zu fassen, war für Elsa Winokurow nicht leicht, denn ihre Ausbildung wurde nicht anerkannt, sodass sie 1922 ihr Staatsexamen nachholen musste und ihre Approbation erhielt. Durch Vermittlung des Chefarztes des hannoverschen Annastifts, Bruno Valentin, konnte sie dort zwischen 1925 und 1930 in ihrem Spezialgebiet, der Orthopädie, arbeiten. 1928 wurde sie als Fachärztin zugelassen und konnte eine Praxis im Sprengelhaus in der Georgstraße 16 in Hannover eröffnen. Als 1943 ihre Wohnung und die Praxis bei einem der Luftangriffe auf Hannover zerstört wurden, musste sie nach Goslar umziehen. Erst 1955 kehrte Elsa Winokurow nach Hannover zurück und eröffnete 1956 erneut eine orthopädische Praxis, diesmal in der Königsworther Straße. Dort arbeitete sie bis 1961. Fast hundertjährig starb sie 1983 in Hannover.

## Würdigung

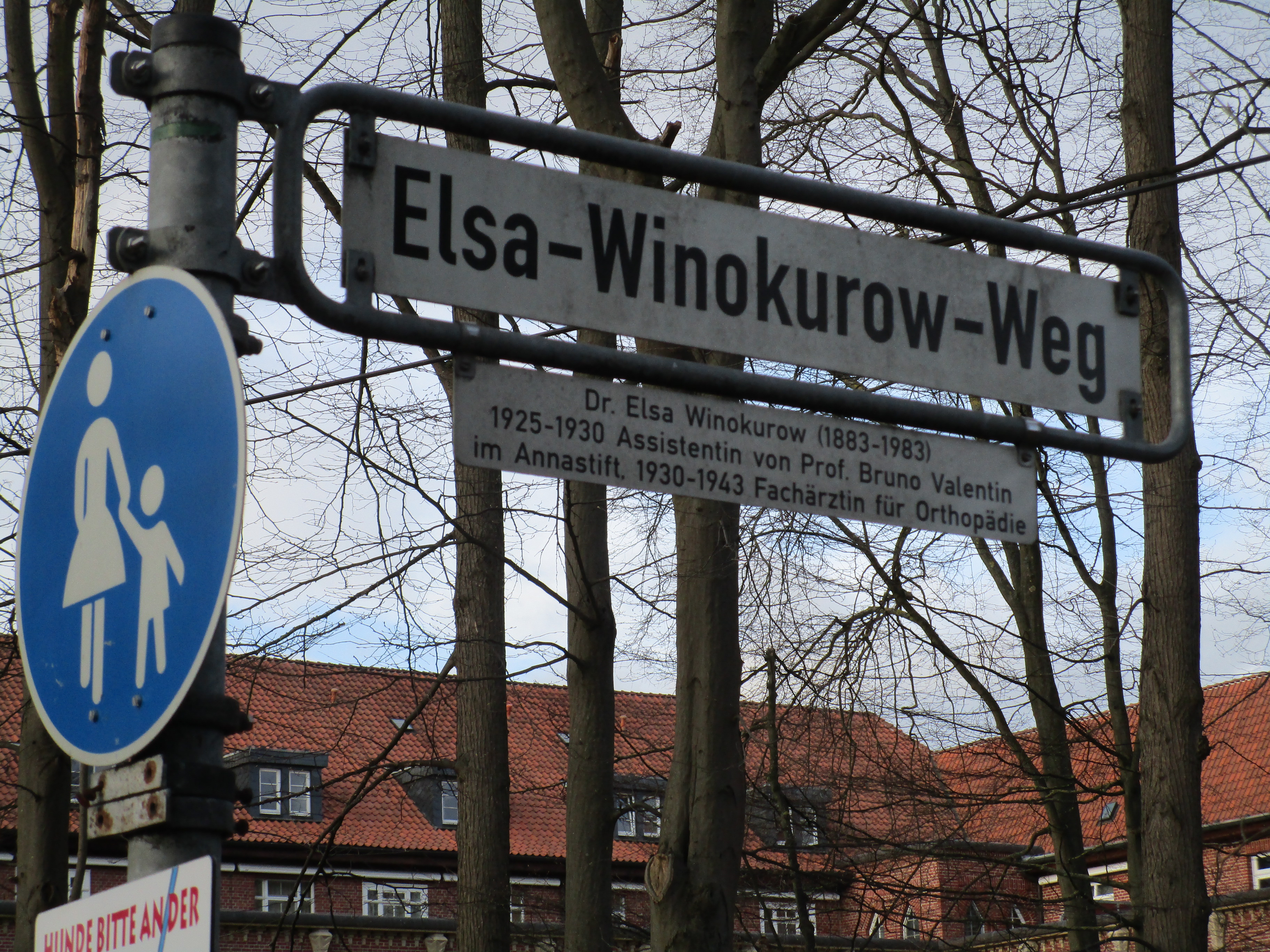
Elsa-Winokurow-Weg in Hannover

1958 erschien aus Anlass des 50. Doktorjubiläums von Elsa Winokurow eine Würdigung ihrer Leistungen durch die Journalistin Erna Donat in der Hannoverschen Allgemeinen Zeitung.
2003 benannte die Stadt Hannover einen Weg im Stadtbezirk Buchholz-Kleefeld nahe ihrer ehemaligen Arbeitsstätte, dem Annastift, nach ihr.
2021 hat eine Gruppe Magister-Studierender der Ludwig-Maximilians-Universität München sowie der Universität Regensburg ihre Biografie aus Quellen der Familie Rammelmeyer erarbeitet und online gestellt. Der Nachlass der Familie Rammelmeyer wird in der  Bayerischen Staatsbibliothek in München verwahrt.